# 티에태얘

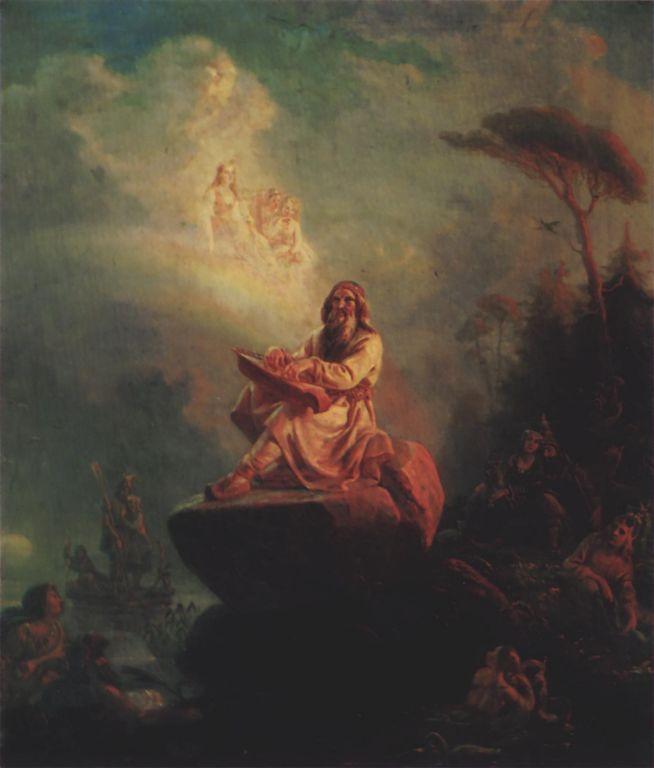
핀란드 신화의 세 주인공 중 한명인 배이내뫼이넨은 전형적인 티에태얘라고 할 수 있다.

티에태얘(핀란드어: tietäjä)란 핀란드어로 "아는 자(knower)"라는 뜻이다. 핀란드 이교에서, 방대한 지식에서 비롯되는 초자연적 능력을 가진 존재들을 말한다. 이들에 대한 연구는 비교적 근래인 2000년대에야 아나레나 시칼라, 로라 스타크 등에 의해 본격적으로 시작되었다.
질병치유와 예방이 티에태얘의 가장 중요한 역할이었지만, 그 외에도 농사, 어로, 수렵을 돕는 것 역시 그들의 역할이었다. 삿된 마술을 처리하고, 탐탁한 결혼을 승인하며 탐탁치 않은 연락은 방해했다. 도둑놈을 감별해냈고, 항해나 건축 같은 고비용 모험에 성공을 축복했다. 그들의 주술은 다른 존재의 힘을 빌어 행하는 것인데, 그 다른 존재는 망자의 넋, 동물의 정령, 배키, 우코, 심지어 예수 그리스도나 성모 마리아도 될 수 있었다.
티에태얘들을 칼레발라 같은 시, 신화, 주문, 치유술 등을 외워 알고 있었다. 선술했듯 티에태얘의 가장 중요한 지식은 자연현상에 대한 병인학적 지식이었는데 이것을 쉰튀라고 한다. 옛 핀인들은 어떤 존재나 현상은 그 원인을 안다면 통제할 수 있다고 믿었다. 예컨대 질병의 쉰튀를 알아서 그것을 암송하거나 노래하여 병을 이겨낸다는 식이다. 이런 지식들은 엄중히 보호되었다. 티에태얘들은 일종의 우주적 평형을 수호하는 존재로 여겨졌다. 우주의 삼라만상은 각자 있어야 할 자리가 있는데, 그 마땅한 자리를 벗어나면 문제가 발생한다. 그리고 치유사로서 티에태얘의 역할은 그 자리를 벗어난 것을 마땅한 자리로 돌려놓는 것이다. 그 과정에서 주문이나 마도구, 마법적 물질 따위를 사용했다. 그래서 티에태얘의 활동은 보통 샤머니즘과 비교된다.

## 같이 보기
- 노아이디